# Alexandros Korizis
Alexandros Korizis (en griego: Αλέξανδρος Κορυζής) (1885-18 de abril de 1941) fue brevemente primer ministro de Grecia en 1941, tras el fallecimiento del general Ioannis Metaxás, dictador del país.

## Comienzos
Korizis nació en 1885, estudió Derecho en la Universidad de Atenas e ingresó a continuación en el Banco de Atenas. En 1928 fue nombrado subgobernador del mismo. En 1939 ascendió a gobernador. En su desempeño se ganó fama de honesto.
Entre 1936 y 1939 fungió de ministro de Bienestar en la dictadura de Ioannis Metaxás. Durante su periodo ministerial se le ensalzó por sus reformas de la sanidad y la higiene. A pesar de haber formado parte del gobierno, Korizis no se convirtió en político profesional, a los que desdeñaba. Impetuoso, desdeñaba la búsqueda del apoyo popular y de los compromisos en política. En julio de 1939 dimitió para volver al Banco de Atenas.
Durante la guerra dirigió también el Comité de Socorro Griego.

## Primer ministro
Korizis era gobernador del Banco de Atenas cuando la muerte de Ioannis Metaxas, del que era íntimo amigo, le convirtió en primer ministro. Tomó su función el 29 de enero de 1941, después de la muerte de su predecesor Ioannis Metaxas y heredó la composición de su gabinete. Su nombramiento por el rey, que albergaba dudas sobre lo adecuado del mismo, se debió a su historial de integridad y trabajo en firme. Para entonces Korizis ya se encontraba enfermo. Algunos mandos británicos desaprobaron el nombramiento de Korizis para encabezar el gobierno, considerándolo inadecuado para dirigir el país en la contienda.
A comienzos de febrero el rey Jorge II de Grecia confesó a uno de los militares británicos que la elección de Korizis para el gobierno habida sido suya, ante la negativa de Metaxas de tratar el asunto de su futuro sucesor mientras vivió, y que le satisfacía el desconocimiento de temas militares del presidente del Gobierno. Este desconocía el rechazo del Metaxas de la ayuda británica del 18 de enero de 1941 y, cuando la descubrió el 8 de febrero de 1941 confirmó a los británicos la intención de Grecia de combatir hasta el final y les permitió decidir si enviaban o no refuerzos a Grecia y cuándo.
El 6 de abril del mismo año rechazó la demanda alemana de rendición incondicional y se suicidó la mañana del 18 de abril de 1941, ante la crítica situación del frente. Su muerte y el consiguiente desorden en el gobierno griego impidió la coordinación con los británicos para la evacuación de las tropas de este país, solicitada por el jefe del Estado Mayor griego, Aléxandros Papagos ante la inevitable derrota griega y la inutilidad de la ayuda británica.
Pocos días después el comandante del frente albanés, el general Geórgios Çolakoğlu trató de rendirse a los alemanes para no hacerlo ante los italianos, ante las vacilaciones del gobierno tras la muerte de Korizis. Çolakoğlu se convirtió más adelante en el primer ministro del gobierno colaboracionista de Atenas.